# أفاتر
شركة أفاتر للتكنولوجيا المحدودة (بالإنجليزية: Avatr Technology Co., Ltd.) (بالصينية: 阿维塔؛ البينيين: Ā wéi tǎ) (تنطق "أفاتار") هي شركة صينية لتصنيع السيارات الكهربائية ومقرها في تشونغتشينغ. تقنية أفاتر هي علامة تجارية متميزة للسيارات الكهربائية شانجان للسيارات، وهي مشروع مشترك مع العديد من المؤسسات المحلية الصينية، وهي تكنولوجيا تدعمها شركة هواوي وموفر البطاريات كاتل. تأسست الشركة في عام 2018.

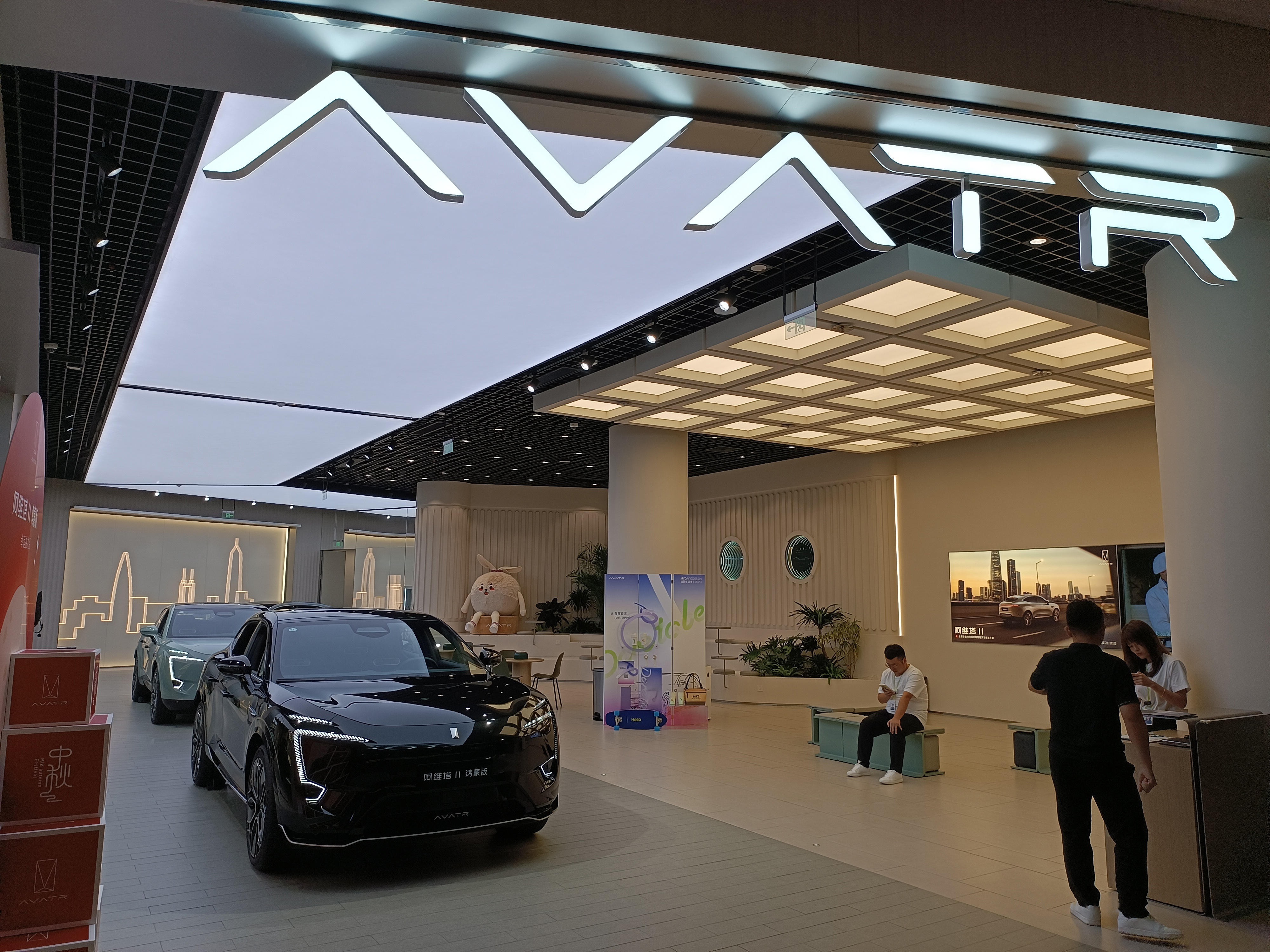
صالة عرض أفاتر في شنجن، الصين

## التاريخ

### الأصل تشانجان نيو
وفي عام 2018، تعتزم شانجان إنشاء شركة جديدة تركز على تطوير السيارات الكهربائية الحديثة والمتقدمة تقنيًا بالتعاون مع نيو. ولهذا الغرض، تم إنشاء شركة مشتركة تشانجان-نيو بنسبة أسهم 50:50 في عام 2018، ولكن بعد عامين، لم يتحقق التحالف بسبب انسحاب نيو.

### ولادة أفاتر
بعد انسحاب نيو، أشرك المساهم الرئيسي تشانجان عمالقة التقنيات الصينية الحديثة - الشركة المصنعة للبطاريات كاتل وشركة التكنولوجيا هواوي، وأعاد تسمية تشانجان-نيو إلى تقنية أفاتر في مايو 2021.
في نوفمبر 2021، أطلقت تقنية أفاتر الجولة الأولى من زيادة رأس المال وتوسيع الأسهم، حيث تم تخفيف ملكية شانجان للسيارات من 95.38% إلى 39.02%. تمتلك كاتل 23.99%، والباقي مملوك لمؤسسات استثمارية متعددة. هواوي ليست مساهمًا، ولكنها تعاونت بشكل وثيق مع أفاتر، وزودتها بحل تكنولوجي شامل.
في أغسطس 2022، أطلقت أفاتر جولة تمويل من السلسلة أيه، وبعد تقديم ثلاثة مستثمرين آخرين مدعومين من شركات خاصة صينية وحكومات محلية، وصلت تقنية أفاتر إلى حجم تمويل إجمالي يبلغ حوالي 5 مليارات يوان. زادت حصة ملكية شانجان للسيارات من 39.02% إلى 40.99%، بينما لم تشارك كاتل في زيادة رأس المال، حيث تم تخفيض حصة ملكيتها من 23.99% إلى 17.10%.
في أغسطس 2023، أكملت أفاتر جولة التمويل من السلسلة بي، وحققت تقييمًا يقارب 20 مليار يوان صيني. واصلت تشانجان للسيارات، وإدارة الأصول الصناعية بجنوب الصين، وصندوق ليانغجيانغ الصناعي زيادة استثماراتها. بالإضافة إلى ذلك، اجتذبت رأس المال المملوك للدولة من صندوق تشونغتشينغ للاستثمار الصناعي، وتشاينا إيفربرايت للاستثمار، وجوانجكاي القابضة. تظل شركة تشانجان السيارات أكبر مساهم، حيث لم تتغير حصة ملكيتها عند 40.99%. كاتل هي ثاني أكبر مساهم، حيث انخفضت حصتها في الملكية من 17.10% إلى 14.10%، ومؤسسة تشونغتشينغ تشانغان، وهي مؤسسة مملوكة للدولة، هي ثالث أكبر مساهم، حيث انخفضت حصتها في الملكية من 13.55% إلى 11.17%.

## المنتجات
وكانت أول سيارة أفاتر هي سيارة الدفع الرباعي الكهربائية الكبيرة إي 11، والتي تتميز عن التصاميم المنافسة بمدى طويل بشحنة واحدة تبلغ حوالي 700 كـم (430 ميل) .
وكان من المقرر بدء إنتاج النموذج الأول للسوق الصيني المحلي في الربع الثاني من عام 2022، على أن يتم تسليم الوحدات الأولى نهاية العام نفسه. أخيرًا، ظهر نموذج الإنتاج المسمى أفاتر 11 ، مع إزالة الحرف "إي" من اسمه أخيرًا، لأول مرة رسميًا في أغسطس 2022. وبدأت مبيعات السيارة الكهربائية الفاخرة في نوفمبر 2022، أي بعد عام من الإطلاق الرسمي للشركة الجديدة، مما جعلها منتجًا متميزًا بسعر 51.800 دولار. وفي الوقت نفسه، أبدت شركة تقنية أفاتر استعدادها لتوسيع عرض طرازاتها بـ 4 سيارات جديدة بحلول عام 2025. النموذج الأول الذي يعد جزءًا من توسعة علامة أفاتر التجارية هو السيارة التنفيذية، التي يطلق عليها اسم 12، والتي تم تقديمها رسميًا في يوليو 2023.

### حالي
- أفاتر 11 (2022 إلى الوقت الحاضر)، إس يو في متوسطة الحجم، بي إي في
- أفاتر 12 (2023 إلى الوقت الحاضر)، سيارة سيدان متوسطة الحجم، بي إي في
- أفاتر 07 (قادم)، سيارة الدفع الرباعي متوسطة الحجم، بي إي في/أر إي إي في

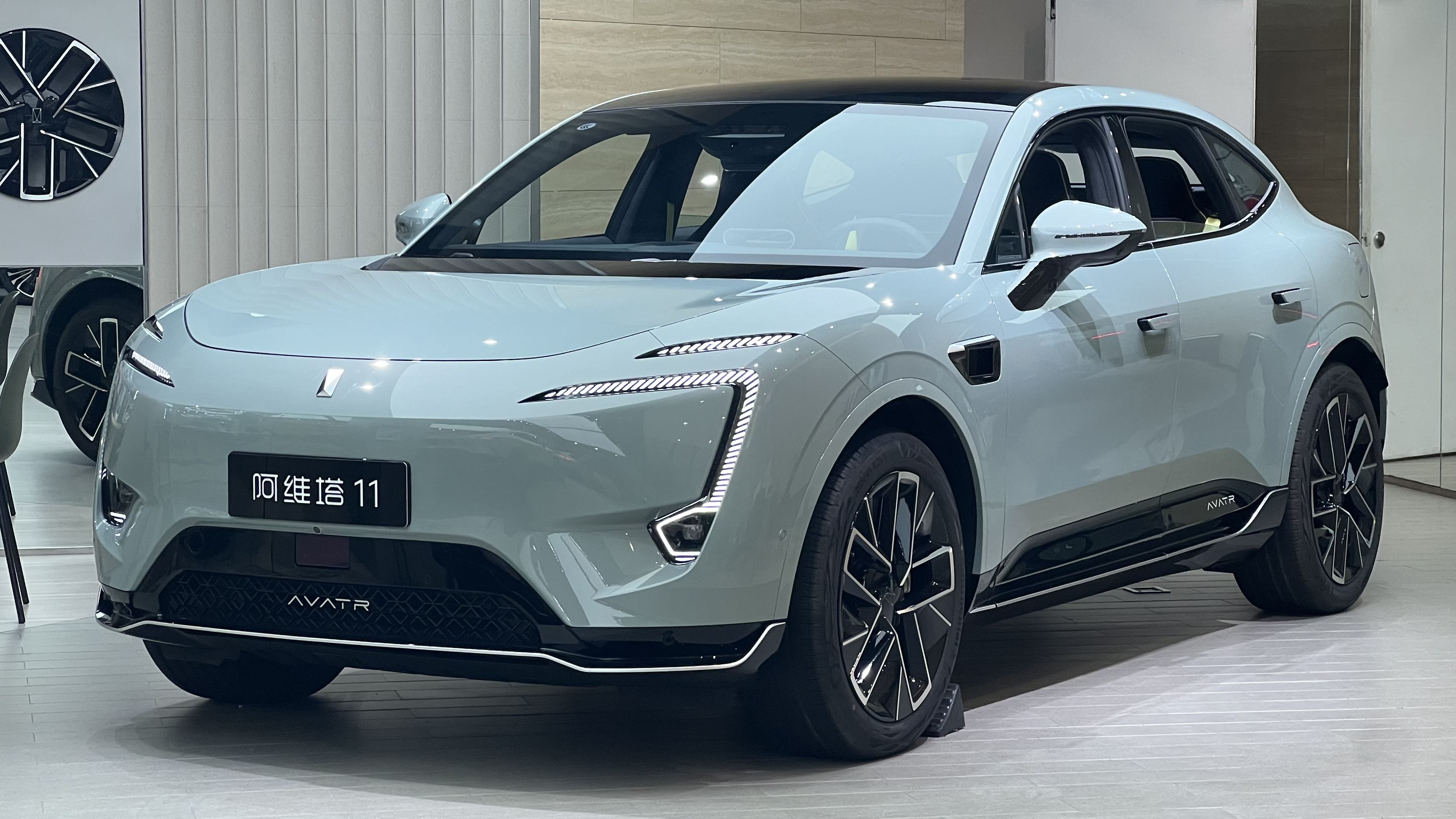
أفاتر 11
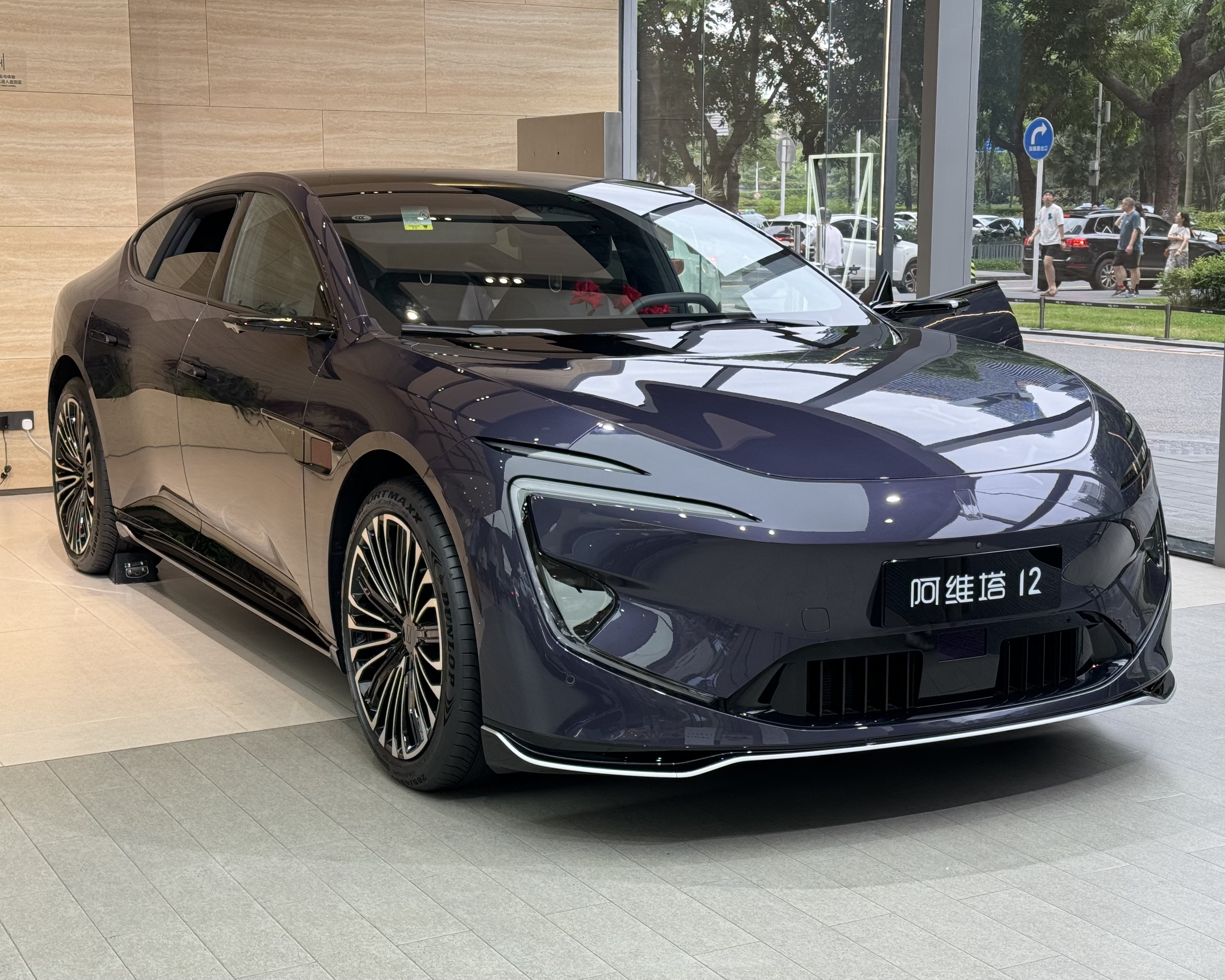
أفاتر 12

## منصة سي إتش إن
تجمع أفاتر بين نقاط القوة لدى شانجان للسيارات وهواوي وكاتل لإنشاء نموذج التعاون "CHN".تعتمد منصة تكنولوجيا المركبات الكهربائية الذكية سي إتش إن توزيعًا معماريًا من ستة طبقات: الطبقة الميكانيكية، وطبقة الطاقة، وطبقة البنية الإلكترونية والكهربائية، وطبقة نظام تشغيل السيارة، وطبقة تطبيق وظيفة السيارة، وطبقة البيانات السحابية الكبيرة.تتمتع المنتجات التي تم إنشاؤها على المنصة بقدرات التكامل العالي، وقابلية التوسع العالية، والأداء العالي، والتحمل العالي، والأمان العالي، والحوسبة القوية، والذكاء العالي، والقدرة على التطور.تدعم المنصة تطوير نماذج ذات قاعدة عجلات طويلة يصل طولها إلى 3100 مم، ويمكن توسيعها لتشمل موديلات مختلفة مثل سيارات السيدان، وسيارات الدفع الرباعي، والمركبات المتعددة الأغراض، والكروس أوفر، وما إلى ذلك، وهي متوافقة مع نماذج نقل الحركة ذات الدفع الخلفي والدفع الرباعي.

## المبيعات
| السنة | المبيعات |
| ----- | -------- |
| 2022  | 757      |
| 2023  | 27,700   |

## وصلات خارجية
الموقع الرسمي